# 龙安水库
龙安水库是中国重庆市开县境内的一座水库，位于长上干小支流岳溪河上，建于1980年。水库正常库容为957万立方米，集雨面积为23平方千米，海拔为419.9米。